# Chicago 17
| 전문가 평가 | 전문가 평가 |
| 평가 점수   | 평가 점수   |
| 출처        | 점수        |
| ----------- | ----------- |
| AllMusic    | [ 3 ]       |

《Chicago 17》은 1984년 5월 14일에 발매된 미국의 록 밴드 시카고의 열네 번째 스튜디오 음반이다. 이 음반은 풀 문/워너 브라더스를 위한 두 번째 음반으로, 데이비드 포스터가 프로듀싱한 두 번째 음반이며, 베이시스트/보컬리스트 피터 세테라와의 마지막 음반이다.
이 음반에서 4개의 싱글이 발매되었는데, 모두 빌보드 핫 100 차트 상위 20위 안에 들었다. 싱글들의 성공은 《Chicago 17》을 추진하여 6번의 플래티넘 미국 음반 산업 협회 인증을 획득했다. 《Chicago 17》은 그 밴드의 역사상 가장 많이 팔린 음반으로 남아 있다.

## 커버 아트
1984년까지 그들의 음반 대부분과 일치하여, 존 버그와 닉 파시아노가 디자인한 전통적인 "Chicago" 로고가 음반 커버의 주요 특징이고, 그 그룹의 어떤 사진도 포함하지 않는다.

## 곡 목록
| #  | 제목                        | 작사·작곡                       | 리드 보컬      | 재생 시간 |
| -- | --------------------------- | ------------------------------- | -------------- | --------- |
| 1. | 〈Stay the Night〉          | 피터 세테라, 데이비드 포스터    | 세테라         | 3:48      |
| 2. | 〈We Can Stop the Hurtin'〉 | 빌 챔플린, 로버트 램, 데보라 닐 | 램             | 4:11      |
| 3. | 〈Hard Habit to Break〉     | 스티브 키프너, 존 루이스 파커   | 세테라, 챔플린 | 4:43      |
| 4. | 〈Only You〉                | 포스터, 제임스 판코우           | 램, 챔플린     | 3:53      |
| 5. | 〈Remember the Feeling〉    | 세테라, 챔플린                  | 세테라         | 4:28      |

| #   | 제목                       | 작사·작곡                     | 리드 보컬      | 재생 시간 |
| --- | -------------------------- | ----------------------------- | -------------- | --------- |
| 6.  | 〈Along Comes a Woman〉    | 세테라, 마크 골든버그         | 세테라         | 4:14      |
| 7.  | 〈You're the Inspiration〉 | 세테라, 포스터                | 세테라         | 3:49      |
| 8.  | 〈Please Hold On〉         | 챔플린, 포스터, 라이오넬 리치 | 챔플린         | 3:37      |
| 9.  | 〈Prima Donna〉            | 세테라, 골든버그              | 세테라         | 4:09      |
| 10. | 〈Once in a Lifetime〉     | 판코우                        | 챔플린, 세테라 | 4:12      |

## 인증
| 국가                       | 인증        | 판매량/출하량 |
| -------------------------- | ----------- | ------------- |
| 스위스 (IFPI 스위스)       | 골드        | 25,000^       |
| 영국 (BPI)                 | 골드        | 100,000^      |
| 미국 (RIAA)                | 6× 플래티넘 | 6,000,000^    |
| ^출하량을 기반으로 한 인증 |             |               |